# Olbrachtówko (gromada)
Olbrachtówko – dawna gromada, czyli najmniejsza jednostka podziału terytorialnego Polskiej Rzeczypospolitej Ludowej w latach 1954–1972.
Gromady, z gromadzkimi radami narodowymi (GRN) jako organami władzy najniższego stopnia na wsi, funkcjonowały od reformy reorganizującej administrację wiejską przeprowadzonej jesienią 1954 do momentu ich zniesienia z dniem 1 stycznia 1973, tym samym wypierając organizację gminną w latach 1954–1972.
Gromadę Olbrachtówko z siedzibą GRN w Olbrachtówku utworzono – jako jedną z 8759 gromad na obszarze Polski – w powiecie suskim w woj. olsztyńskim na mocy uchwały nr 26 WRN w Olsztynie z dnia 4 października 1954. W skład jednostki wszedł obszar dotychczasowej gromady Olbrachtówko, ponadto miejscowości Zieleń i Olbrachtowo z dotychczasowej gromady Olbrachtowo oraz miejscowości Gostyczyn i Fabianki z dotychczasowej gromady Bornice, ze zniesionej gminy Różnowo; wreszcie miejscowości Brusiny, Brusiny Małe i Fabiany z dotychczasowych gromady Brusiny ze zniesionej gminy Piotrkowo – w tymże powiecie. Dla gromady ustalono 9 członków gromadzkiej rady narodowej.
1 stycznia 1959 powiat suski przemianowano na powiat iławski.
Gromadę zniesiono 1 stycznia 1960, a jej obszar włączono do gromad Redaki (wieś Brusiny, osadę Brusiny Małe i PGR Fabiany) i Różnowo (wsie Olbrachtowo i Olbrachtówko, osady Zieleń i Stawiec, leśniczówkę Fabianki oraz młyn Gostyczyn) w tymże powiecie.